# 英國藍調
英國藍調（英語：British blues）是源自美國藍調的一種音樂形式，起源於1950年代後期，並且在1960年代達到主流人氣的高峰，藍調在當時開發了一種由電吉他主導支配著獨特而有影響力的音樂風格，使得有一些藝術家和樂團是藍調的支持者，包括滾石樂團、動物樂團、艾瑞克·克萊普頓、佛利伍麥克樂團和齊柏林飛船樂團。

## 起源

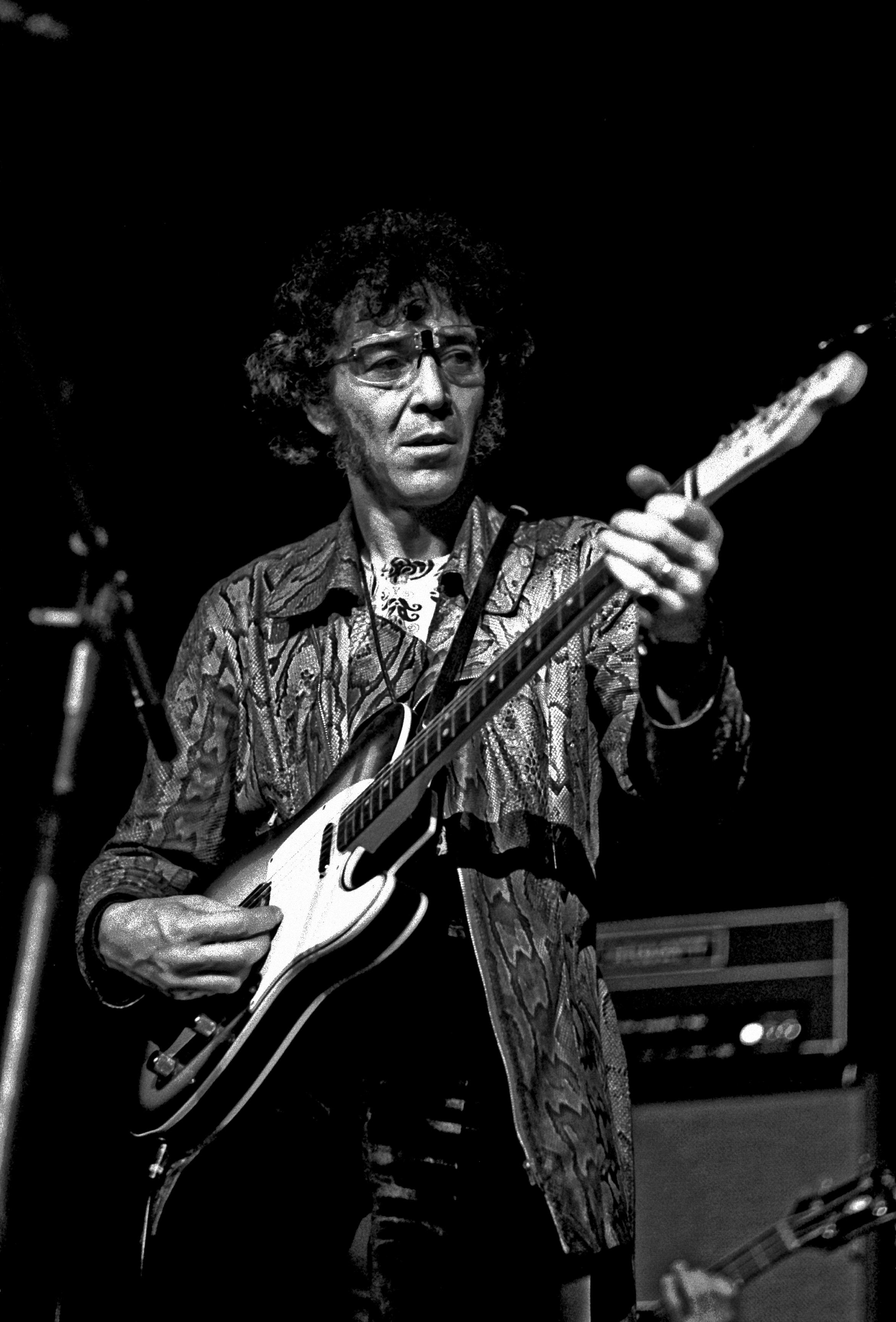
亞歷克西斯·科納，通常被稱為英國藍調之父

從1930年代開始，美國藍調經由一些途徑在英國引起人們的注意，其中包括被人攜帶到英國的唱片，特別是第二次世界大戰和冷戰時期駐紮在那裡的非洲裔美國人的美軍，及商人和海員訪問港口如倫敦、利物浦、泰恩河畔紐卡斯爾和貝爾法斯特時 
，以及經由非法進口和走私流入的唱片。藍調音樂在英國爵士音樂家和歌迷比較熟悉且有名的，女歌手有瑪·雷尼和貝西·史密斯，以及受到藍調影響的布吉音樂家傑利·羅爾·莫頓和胖子華勒的作品。1955年，英國主要唱片公司HMV和EMI，後者特別透過他們的子公司笛卡唱片開始將美國爵士樂和藍調唱片分銷到新興市場。許多人在1950年代後期的噪音爵士樂狂潮第一次遇到藍調，特別是噪音爵士樂音樂家朗尼·多尼根所覆蓋重唱《胡迪·萊德貝特(鉛肚皮)》的歌曲，歌曲後半段類似的音樂型態產生了熱潮。隨著1950年代後期噪音爵士樂開始下滑，以及英國搖滾樂開始主宰這些排行榜，一些噪音爵士音樂家轉向純粹的藍調音樂。

在這些吉他手和藍調音樂家當中，吉他手亞歷克西·科納和口琴音樂家西里爾·戴維斯，在倫敦蘇豪區圓屋酒店的噪音爵士樂俱樂部，他們兩人為爵士樂樂團的領導者克里斯·巴伯工作，演奏他在節目中介紹節奏藍調的一些時段。該俱樂部主要表演焦點是英國噪音爵士樂，而巴伯負責帶領美國民間音樂和藍調的表演者，這些美國藍調表演者發現他們在歐洲比在美國的知名度更高，而且在歐洲獲得了豐厚報酬。第一位主要藝術家是大比爾·布隆齊，他在20世紀50年代中期訪問了英格蘭，但是他很少演奏他的電藍調及其芝加哥藍調，英國人比較適應於民間鄉村藍調，對於美國藍調期待著以美國民間音樂的表演形式呈現。1957年，戴維斯和科納決定，他們的核心價值是藍調，並關閉了“噪音爵士樂俱樂部”，一個月後重新開啓，成為倫敦藍調和巴爾豪斯俱樂部。到目前為止，英國藍調在聲學上扮演著仿效三角洲藍調和鄉村藍調的音樂風格行為，並且通常是英國民間復興第二次復興的一部分。改變這種情況的重要關鍵是1958年馬迪·沃特斯的到訪，他最初通過演奏放大器的電藍調讓英國觀眾震驚，而且他很快就得到觀眾們瘋狂喜愛和熱烈好評。已經與克里斯·巴伯分道揚鑣的戴維斯和科納在當時已經接觸並開始演奏高性能的電藍調，成為該子類的典範，組成了藍調公司樂團。
藍調公司樂團在20世紀50年代末和60年代初成為英國藍調音樂家的交換中心，許多人加入或參加錄音室會議。其中包括後來滾石樂團的基思·理查茲、米克·賈格爾，查理·沃茨和布萊恩·瓊斯，以及奶油樂團的創始人傑克·布魯斯和金格·貝克，還有格雷厄姆·邦德和朗·約翰·鮑德里。藍調公司樂團在“跑馬燈俱樂部”獲得了表演環境，1962年他們從那裡獲得了笛卡唱片的第一張英國藍調專輯名為《來自跑馬燈的節奏藍調》，但在發行之前就拆團了。藍調的第一樂章的高潮來自約翰·瑪雅，他於1960年代初期搬到了倫敦，最終組成了約翰·瑪雅和藍調破壞者樂團，其成員包括 傑克·布魯斯、艾恩斯莉·丹巴爾、艾瑞克·克萊普頓、彼得·格林和米克·泰勒。

## 外部連結
- British Blues Awards 英國藍調獎(英語) （页面存档备份，存于）